# 巴尔比街
巴尔比街（Via Balbi）是热那亚老城区的主要街道之一，连接圣母领报广场（piazza della Nunziata），即圣母领报圣殿所在地，与热那亚王子广场火车站。不远处有圣母圣衣暨圣依搦斯堂（Chiesa di Nostra Signora del Carmine e Sant'Agnese）。
这条街由富有的热那亚银行家巴尔比家族开辟于1601-1618年，从老城区向外扩展，集中了豪华住宅，与加里波第街为同一模式, 但建造时间更为密集，地域更为边缘，也更安静。
自建成以来，该区变化甚少，只是在西部出现车站广场以及酒店。
巴尔比街沿街包括许多著名的建筑，如热那亚王宫和热那亚大学，其中有许多已经列为世界遗产。 

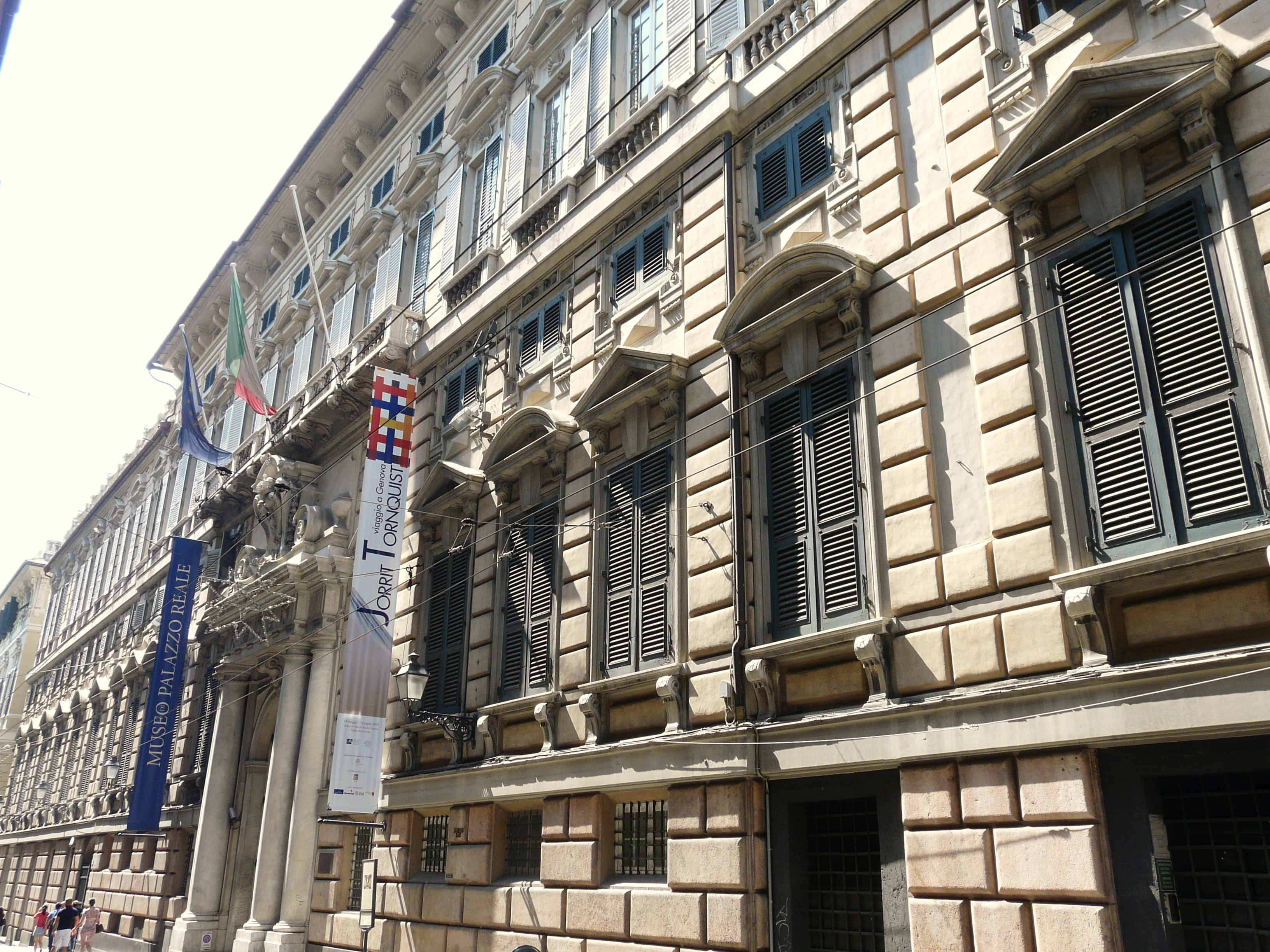
热那亚王宫
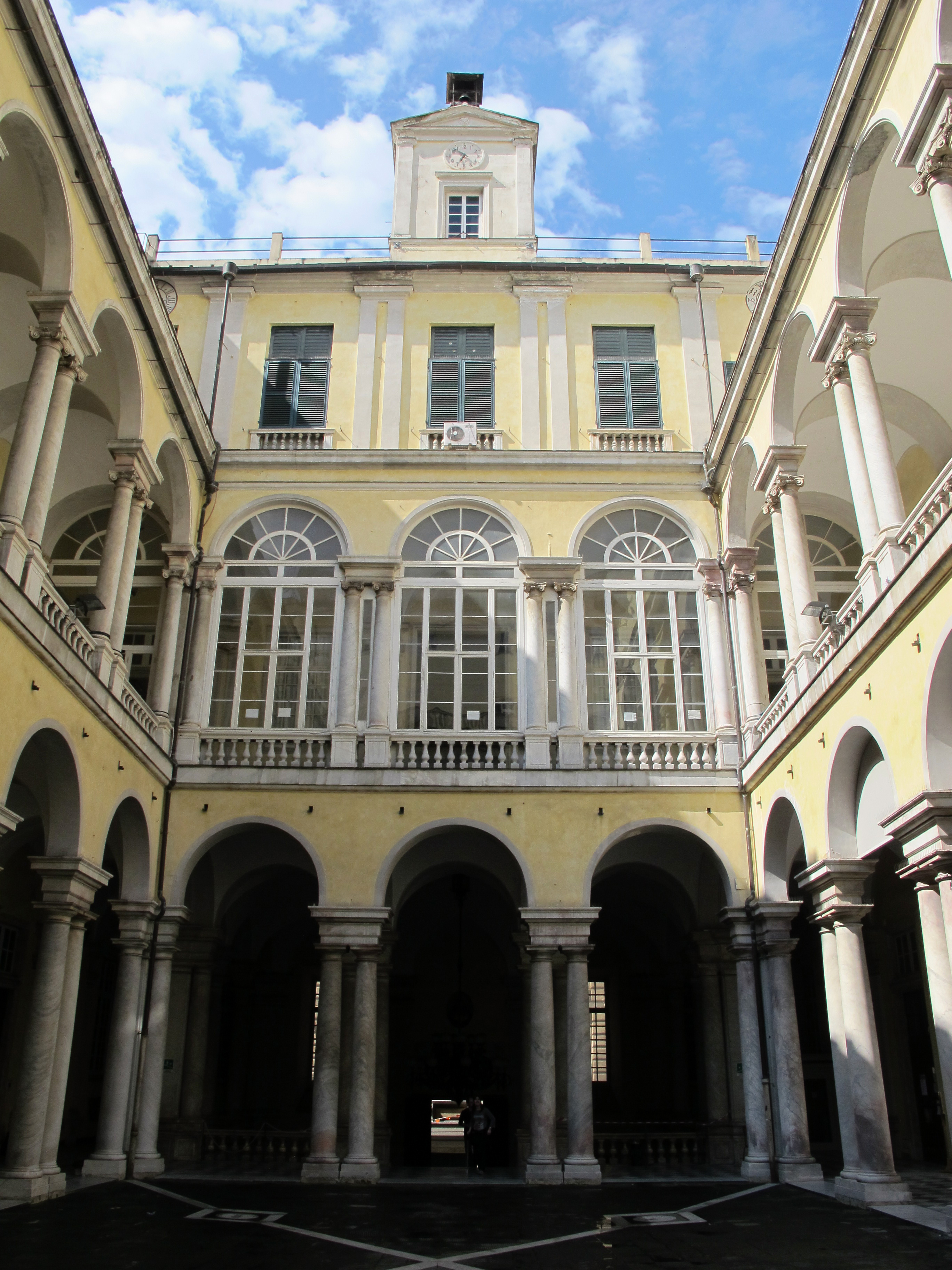
热那亚大学
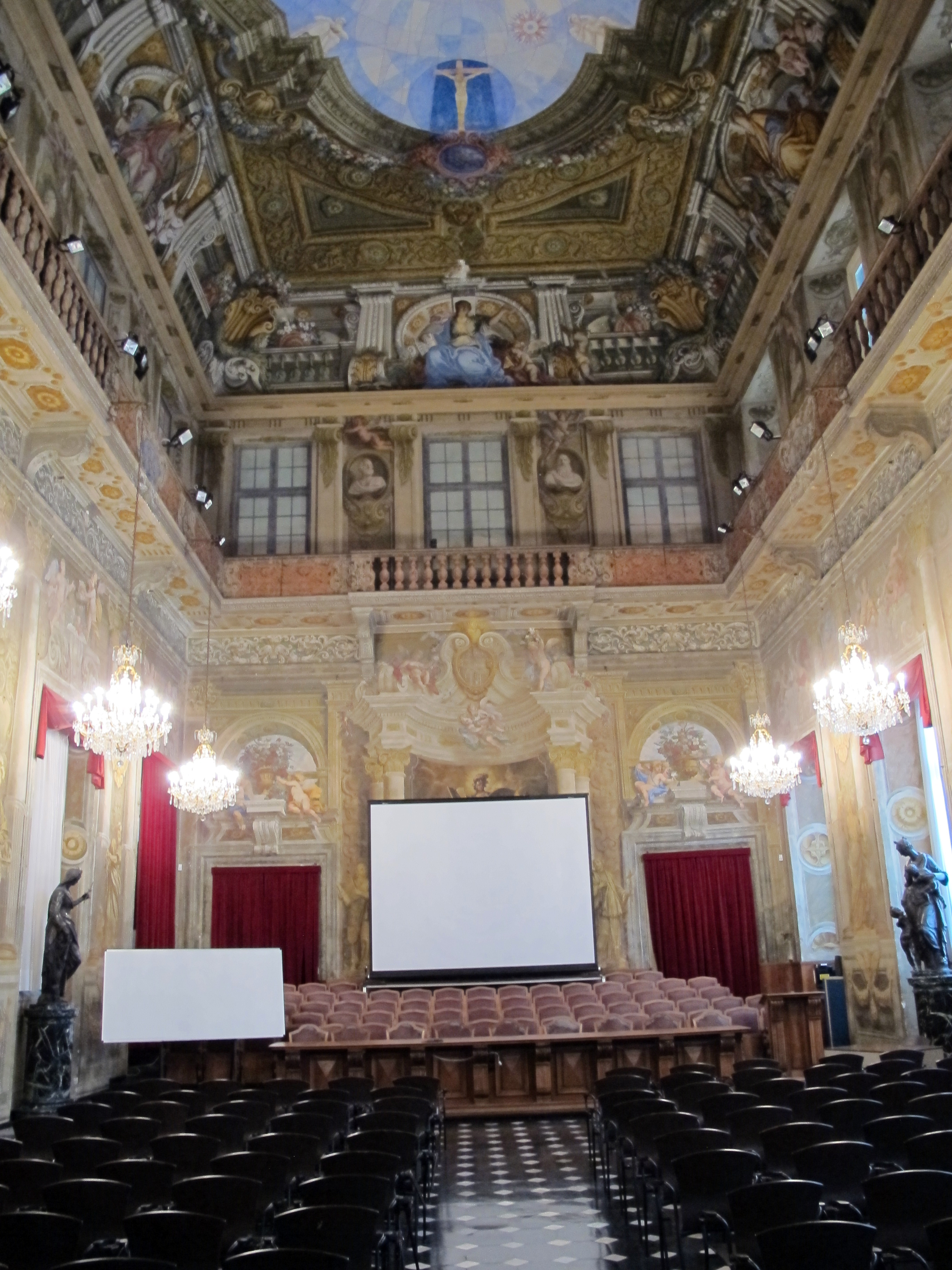
L'Aula magna
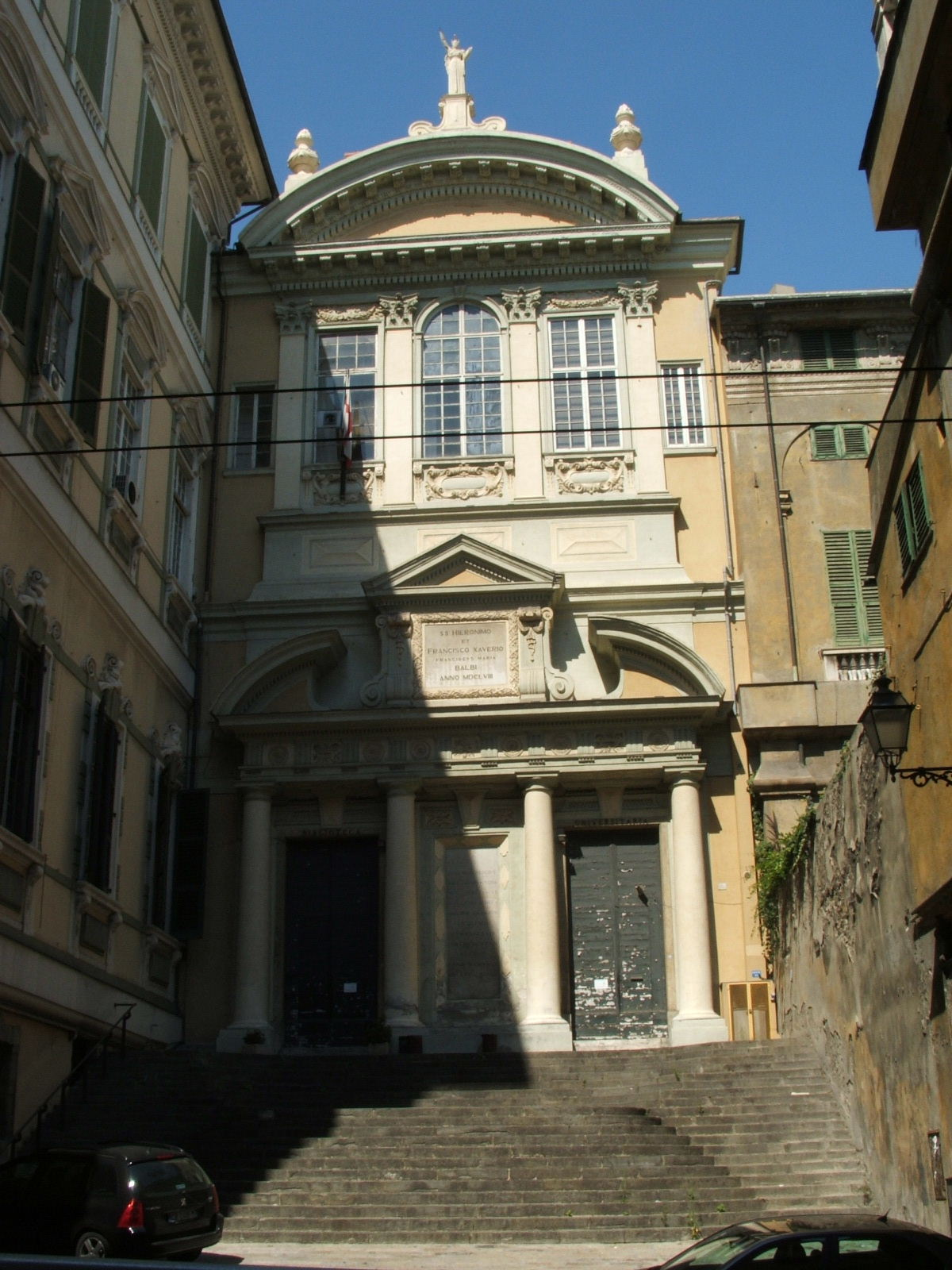
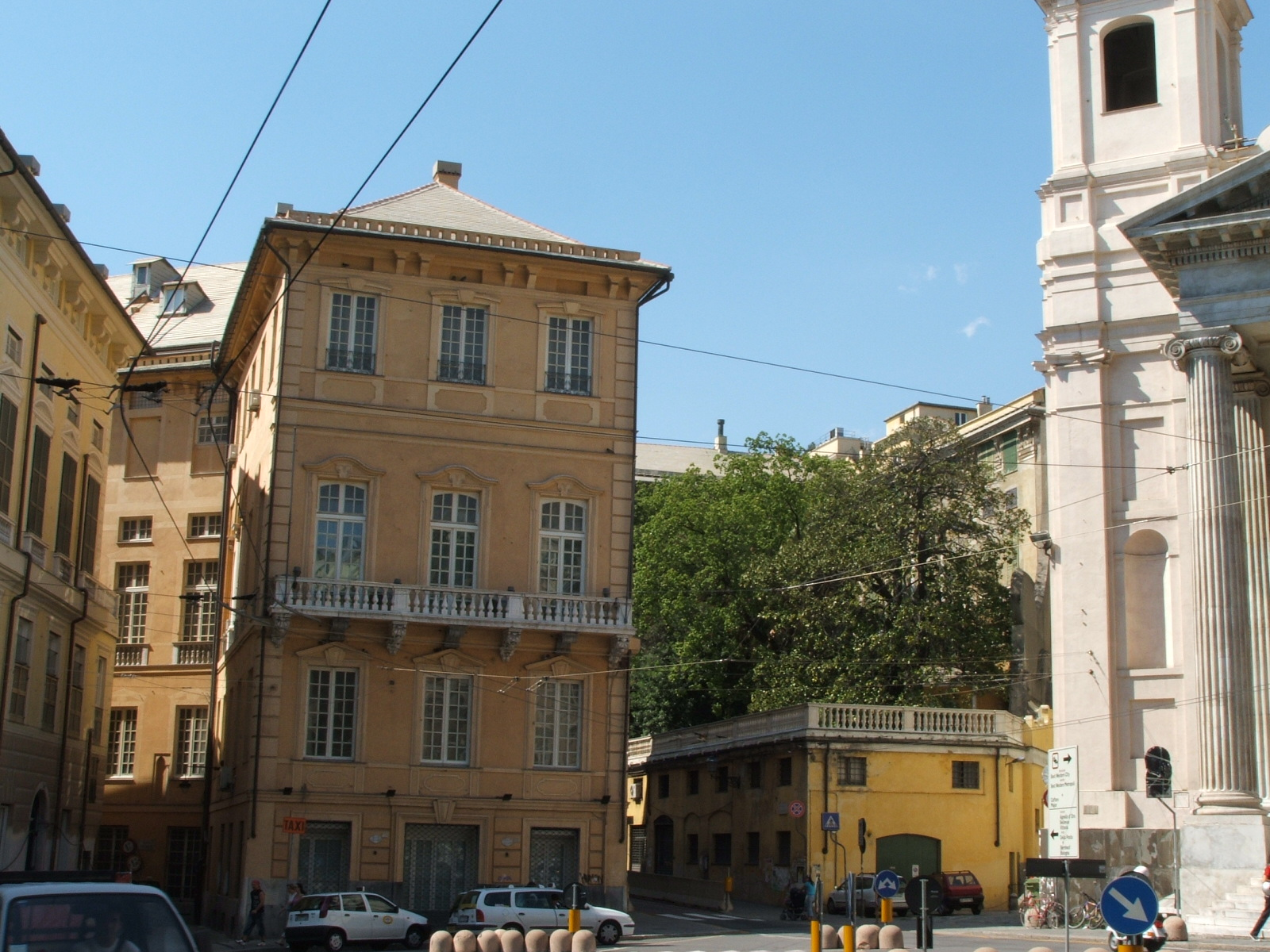
圣母领报圣殿
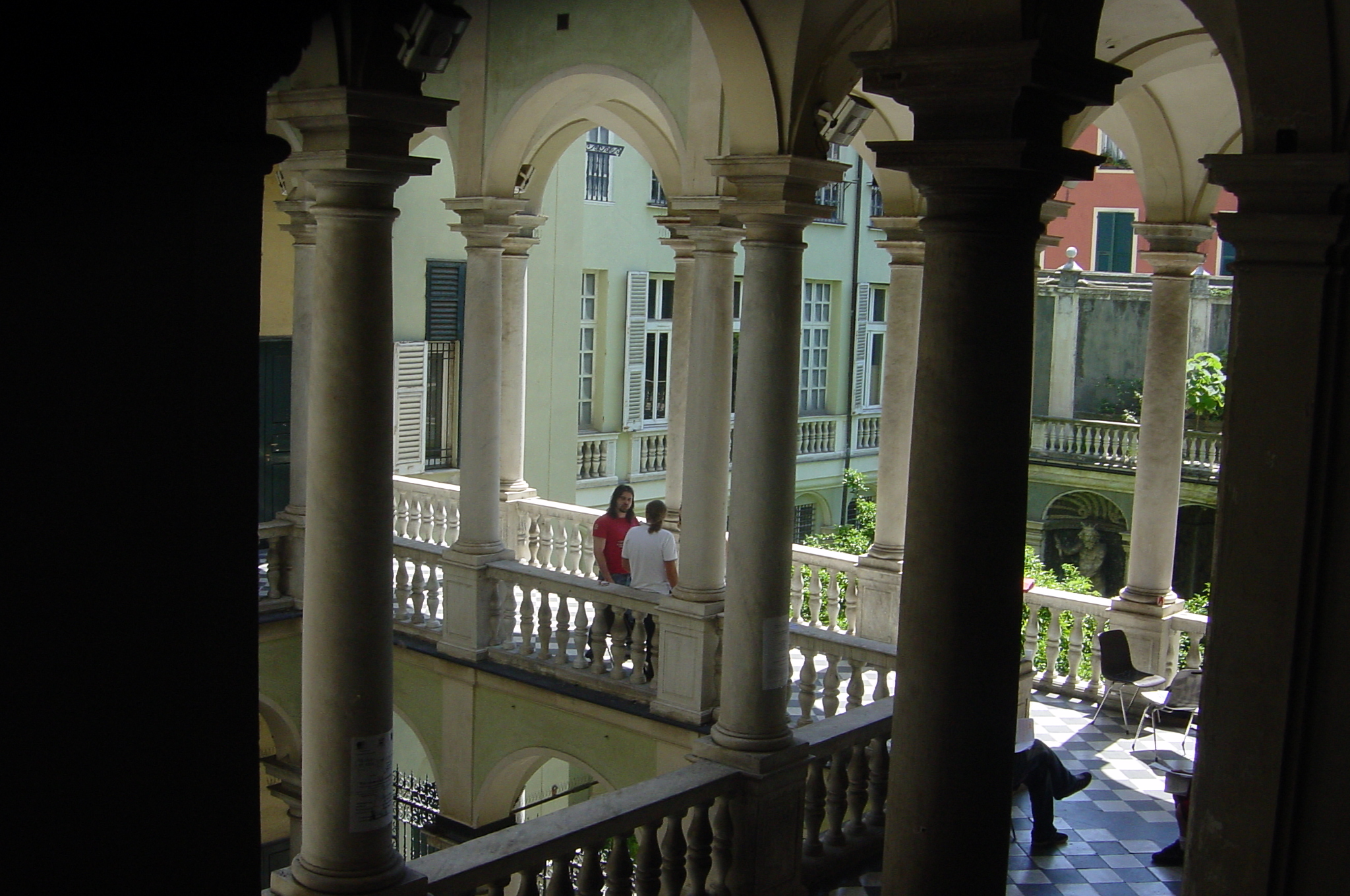